# Statistiques et records du Dijon FCO
 (mai 2022).
Si vous disposez d'ouvrages ou d'articles de référence ou si vous connaissez des sites web de qualité traitant du thème abordé ici, merci de compléter l'article en donnant les références utiles à sa vérifiabilité et en les liant à la section « Notes et références ».
Cet article détaille les statistiques et les records du Dijon FCO pour les sections masculine et féminine.

## Statistiques et records de la section masculine

### Club

#### Statistiques en compétition
À l'issue de la saison 2019-2020, le Dijon FCO totalise cinq participations au championnat de France de Ligue 1 et onze participations au championnat de Ligue 2. La meilleure performance du club une saison de Ligue 1 est une onzième place obtenue à l'issue de la saison 2017-2018. Le Dijon FCO est vice-champion de Ligue 2 en 2016. Le club possède à son palmarès un seul titre, celui de champion de CFA, acquis en 1999-2000.
Le Dijon FCO dispute la Coupe de France depuis 1998, date de création du club, et compte un total de 21 participations à l'épreuve. En 2003-2004, le Dijon FCO, alors en National 1, réalise des exploits en sortant respectivement l'AS Saint-Étienne (L2), le RC Lens (L1), le Stade de Reims (L2) et l'Amiens SC (L2), avant de tomber à Châteauroux contre la Berrichonne (L2) en demi-finale.
Le récapitulatif des matchs disputés par le Dijon FCO dans les différentes compétitions s'établit comme suit.
| Championnats      | Saisons | Titres | Journées | Gagnés | Nuls | Perdus | Qualif | Buts pour | Buts contre | Diff. |
| ----------------- | ------- | ------ | -------- | ------ | ---- | ------ | ------ | --------- | ----------- | ----- |
| Ligue 1           | 6       | 0      | 183      | 46     | 47   | 90     | -      | 198       | 298         | -100  |
| Ligue 2           | 11      | 0      | 418      | 162    | 139  | 117    | -      | 528       | 457         | +71   |
| National 1        | 4       | 0      | 152      | 57     | 38   | 57     | -      | 197       | 201         | -4    |
| National 2 (CFA)  | 2       | 1      | 68       | 35     | 17   | 16     | -      | 127       | 74          | +53   |
| Coupes Nationales | Saisons | Titres | Journées | Gagnés | Nuls | Perdus | Qualif | Buts pour | Buts contre | Diff. |
| Coupe de France   | 22      | 0      | 76       | 48     | 9    | 19     | 54     | 190       | 78          | +115  |
| Coupe de la Ligue | 16      | 0      | 30       | 10     | 11   | 9      | 14     | 41        | 58          | -17   |
| Barrages          | Saisons | Titres | Journées | Gagnés | Nuls | Perdus | Qualif | Buts pour | Buts contre | Diff. |
| Ligue 1/Ligue 2   | 1       | -      | 2        | 1      | 1    | -      | 1      | 4         | 2           | +2    |

#### Nombre de points
Ligue 1
- Plus grand nombre de points en une saison : 48 / 114 (2017-2018)
- Plus petit nombre de points en une saison : 21 / 114 (2020-2021)

Ligue 2
- Plus grand nombre de points en une saison : 70 / 114 (2015-2016)
- Plus petit nombre de points en une saison : 42 / 114 (2007-2008)

#### Scores avec le plus grand écart
Ligue 1
| Ligue 1                           | Ecart | Score | Contre              | Année     |
| Plus large victoire à domicile    | 3     | 3-0   | OGC Nice            | 2011-2012 |
| Plus large victoire à domicile    | 3     | 3-0   | Stade brestois 29   | 2019-2020 |
| Plus large victoire à l'extérieur | 4     | 0-4   | OGC Nice            | 2018-2019 |
| Plus large défaite à domicile     | 4     | 1-5   | Stade rennais       | 2011-2012 |
| Plus large défaite à domicile     | 4     | 0-4   | Nîmes Olympique     | 2018-2019 |
| Plus large défaite à domicile     | 4     | 0-4   | Paris Saint Germain | 2018-2019 |
| Plus large défaite à l'extérieur  | 8     | 0-8   | Paris Saint Germain | 2017-2018 |

#### Affluences
La moyenne d'affluence de spectateurs à domicile a connu une forte augmentation à la suite de l'accession du club en Ligue 1 pour la première fois de son histoire lors de la saison 2011-2012. En Ligue 1, la moyenne de fréquentation à domicile est d'environ 12 000 spectateurs tandis qu'en Ligue 2 la moyenne est quantifiée à environ 8 500 spectateurs. À noter que la rénovation du stade ainsi que la construction de nouvelles tribunes a permis de rehausser significativement le nombre de places disponibles.
À ce jour, la meilleurs affluence à domicile a été réalisée le dimanche 2 juin 2019 lors d'un match de barrage Ligue 1/Ligue 2 qui opposa le Dijon FCO  au RC Lens lors du match retour. Pas moins de 15 367 supporters ont été recensés. En Ligue 2, la plus grande affluence a été relevée à 14 405 spectateurs lors du match opposant Dijon à l' US Boulogne lors de la saison 2011-2010.
Par ailleurs, le record d'affluence du stade Gaston-Gérard date d'un seizième de finale de la coupe de France 1990-1991 opposant le Cercle Dijon à l'Olympique de Marseille avec 15 360 spectateurs, match perdu 3 à 0.

#### Transferts les plus chers de l'histoire du Dijon FCO
Après une belle saison 2016-2017 en Ligue 1 avec 11 buts et 7 passes décisives, Loïs Diony est cédé le 7 juillet 2017 à l'AS Saint-Étienne. Le montant du transfert s'élève à environ huit millions d'euros plus deux millions de bonus, ce qui en fait la vente la plus élevée de l'histoire du Dijon FCO.
En janvier 2019, Sory Kaba signe un contrat d'une durée de quatre ans et demi en faveur du Dijon FCO, lors des dernières heures du mercato hivernal. Le club bourguignon débourse quatre millions d'euros, ce qui fait de lui la recrue la plus chère de l'histoire du club. Lors de la saison 2020-2021, l'effectif se renouvelle avec l'arrivée de nombreuses recrues. Parmi celles-ci, Roger Assalé arrive en provenance BSC Young Boys pour un montant record de 4 millions d'euros.

### Joueurs

#### Matchs joués
Le joueur ayant disputé le plus grand nombre de rencontres officielles sous le maillot du Dijon FCO est le milieu Jordan Marié : il compte actuellement un total de 309 matchs depuis 2013. Par ailleurs, il détient le record de match en Coupe de France avec 22 rencontres à égalité avec Stéphane Mangione qui détient également le record du nombre de matchs disputés en Ligue 2 avec 160 rencontres. Julio Tavarès est quant à lui le joueur le plus capé de l'histoire du Dijon FCO en Ligue 1.
Le tableau ci-dessous retrace la liste des joueurs ayant joué le plus de rencontres sous les couleurs du Dijon FCO depuis la création du club en 1998.

#### Les buteurs
Le buteur le plus prolifique du club toutes compétitions officielles confondues est Julio Tavarès avec 80 réalisations. Il dépassa l'ancien record de Sebastián Ribas le 28 octobre 2017 en marquant son 56e but lors du match de Ligue 1 opposant le Dijon FCO au FC Nantes. Julio Tavarès est également le meilleur buteur du club en Ligue 1 avec 31 réalisations.

#### Capitanats
À la suite de la relégation du club en Ligue 2 pour la saison 2012-2013, Cédric Varrault devient le capitaine de l'équipe du Dijon FCO. Taulier de la défense, il réalise la saison la plus aboutie de sa carrière lors de l'exercice 2015-2016 (34 apparitions, 3 buts en championnat) et se voit prolongé en mars 2016 pour une saison supplémentaire. En fin de saison, le club connait sa deuxième promotion en Ligue 1 et son entraineur, Olivier Dall'Oglio, ne manque pas de souligner que "c'est un capitaine qui a su mener ses troupes vers le sommet", comptant sur son expérience pour encadrer les joueurs qui découvriront le plus haut échelon français. Au total, Cédric Varrault comptabilise 153 capitanats ce qui en fait de lui le joueur ayant le plus porté le brassard de capitaine.

#### Entraîneurs
Depuis 1998, onze entraineurs se sont succédé à la tête du Dijon FCO. Deux entraineurs ont marqué l'histoire du club. Rudi Garcia, qui resta 5 ans au club, contribua à la professionnalisation du club et à la montée en Ligue 2 lors de la saison 2003-2004. Le club dispute même une demi-finale de Coupe de France à Châteauroux où il est défait 2-0. Olivier Dall'Oglio quant à lui resta sept ans au club et dirigea un total de 273 matchs. Il permit au club de monter en Ligue 1 et lors de la saison 2016-2017, il maintient son équipe dans l'élite pour la première fois de son histoire (en terminant à la 16e place). Après une valse d'entraineurs (Antoine Kombouaré, David Linarès, Stéphane Jobard, Patrice Garande), Omar Daf est nommé coach du Dijon FCO durant l'été 2022 avec pour ambition de faire monter une 3ème fois le club dans l'élite du football français. Mais son mandat sera de courte durée puisqu'il sera licencié en avril 2023. Pascal Dupraz sera choisi pour le remplacer, et tenter de sauver la place du club bourguignon en Ligue 2, en vain. Après la relégation du DFCO en National 1, Benoit Tavenot prend le poste d'entraineur (en poste depuis juin 2023).

### Distinctions
Tous les mois, le club du DFCO organise le trophée du Joueur dijonnais du mois, récompensant le meilleur joueur dijonnais de chaque mois, selon le vote des supporters dijonnais. Le meilleur dijonnais de l'année est ensuite désigné en fin de saison.
Tous les mois, beIN Sports et l'UNFP organisent le trophée du Joueur du mois, récompensant le meilleur joueur du championnat de chaque mois, selon le vote des internautes. Deux dijonnais sont nommés lors de la saison 2015-2016.
À la fin de chaque saison, les trophées UNFP récompensent les meilleurs acteurs de Ligue 1 et Ligue 2, selon les joueurs et entraîneurs eux-mêmes. Paris les meilleurs acteurs, les prix suivants sont décernés : Meilleur joueur, Meilleur entraineur, Meilleur gardien ainsi que l'Equipe type de la saison.

À la fin de chaque saison, le meilleur buteur de la saison est récompensé. Depuis 1998, deux joueurs ont été récompensés à savoir : Mallo Diallo à l'issue de la saison 2002-2003 de National 1 avec un total de 18 réalisations et Sébastian Ribas à l'issue de la saison 2010-2011 avec un total de 23 réalisations.
Júlio Tavares attaquant du Dijon FCO a été désigné buteur le plus rapide de Ligue 1, pour la saison 2017-2018. Il est le premier joueur à recevoir cette récompense, en marquant à la 29e seconde lors du match opposant Dijon à Metz, le 13 janvier 2018. Le trophée du buteur le plus rapide récompense, tous les mois depuis le début de la saison 2017/2018, le joueur qui inscrit le but le plus rapidement et est remis par TAG Heuer, Chronométreur Officiel, de la Ligue de Football Professionnel.